# La Riberola
La Riberola, o Ribera de Balaguer, és un torrent de la comarca del Conflent, a la Catalunya del Nord, que neix i discorre íntegrament pel terme de Fontpedrosa. S'aboca en la Tet al costat nord del poble de Sant Tomàs de Balaguer, també del terme de Fontpedrosa.
Es forma al sud-oest del terme, a les Dejunes, en el vessant nord-oriental del Pic d'Eina i en el nord-occidental del Pic de Noufonts. La Riberola ressegueix de prop tot el límit occidental del terme de Fontpedrosa, al peu dels serrats que separen el Conflent d'Eina, de l'Alta Cerdanya, primer: Serrat de la Coma d'Eina, i de Planès, del Conflent, després: Serrat dels Llosers, Serrat de les Esques, Serrat de l'Escaldat i Serrat del Joquiner. Prop de la seva formació a la zona de l'Estanyol, passa ran de les antigues explotacions mineres de l'Estanyolet, on rep per la dreta el Còrrec de l'Estanyol, que prové de les Clotades i la Jaça de l'Estanyol, on hi ha el llac de muntanya d'aquest nom.
Continuant cap al nord, i deixant enrere el Salt del Pla dels Porcs, mentre rep per l'esquerra diversos torrents de muntanya: la Llissa del Salt dels Cans, la dels Bocs, la del Mig i la d'en Vidal. De seguida arriba al Forcat de les Aigües, on arriba per la dreta la Ribera de la Valleta, que prové dels vessants dels pics de Noufonts i de la Fossa del Gegant. La Ribera de la Valleta hi aporta les aigües de la Llissa del Pic del Racó Petit. Aigua avall la Riberola rep per la dreta la Canal dels Alls, i després per la dreta les dues Canals de la Bola, alhora que per l'esquerra la Canal de la Congesta i la Llissa de l'Orri; després, per l'esquerra la Llissa del Cortalet i la Llissa del Pla de l'Ós, i per la dreta el Rec o Torrent de Formigueres. Poc després arriba a les Passeres de la Matella, on rep per la dreta les aigües del Bassí i la Corregada d'Aumet.
Més al nord, als Escargemus, rep per l'esquerra el Còrrec de la Baga i poc després el del Bosc Negre. De seguida arriba al costat de ponent de Prats de Balaguer, on rep per l'esquerra un altre Còrrec del Bosc Negre, el de la Font del Frare, el de la Font del Carbó i el Còrrec de Rabasseques; tot seguit deixa a l'esquerra els Banys de Sant Tomàs, passa pel costat de ponent de Sant Tomàs de Balaguer i s'aboca en la Tet just al nord d'aquest darrer nucli de població.